# Jucika
Jucika é uma tira de jornal Húngara, feita por Pál Pusztai de 1957 até sua morte em 1970.  A personagem-título é uma mulher jovem e atraente que se envolve em uma variedade de situações diferentes, muitas vezes picantes e sugestivas. O quadrinho frequentemente satiriza e parodia o sexismo, com muitas das tiras girando em torno da atenção indesejada dos homens e como ela às vezes usa isso a seu favor.
A partir de 1957, Jucika foi publicado inicialmente na revista Érdekes Újsag, e mais tarde foi transferido para Lúdas Matyi devido à sua popularidade.  Continuou nestas páginas até a morte de Pál em 11 de setembro de 1970. Havia mais de 500 histórias em quadrinhos no total.  Nove tiras de Jucika foram impressas na revista Freie Welt, da Alemanha Oriental. A série também foi exibida no Canadá com o nome de "Judy". Em 2003, uma compilação de piadas de Jucika foi publicada na China. 
Foi repopularizado em sites de mídia social como Twitter e Tumblr na década de 2010. Uma exposição museológica dedicada a ela foi aberta durante quase 5 meses no Museu Húngaro de Comércio e Hospitalidade em 2018.  

## Visão geral
A personagem principal, Jucika, é uma mulher de 20 anos,  de cabelos pretos, que é frequentemente retratada com roupas reveladoras. Muitos dos quadrinhos de três painéis giram em torno dela lidando com a atenção que ela recebia dos homens devido ao seu estilo, muitas vezes indesejada; embora ela às vezes usava sua aparência para seduzir os homens e conseguir o que queria. No entanto, alguns quadrinhos focavam menos em sua aparência e mais em situações engraçadas envolvendo-a. Ela foi vista tendo uma variedade de empregos e ocupações ao longo das tiras, o que gerou uma variedade de assuntos. Havia pouco ou nenhum diálogo, focando-se em humor visual e piadas. No entanto, na quinquagésima tira, a própria Jucika finalmente “falou” e contou aos leitores sobre sua vida.  Ela também falou em uma reportagem especial dedicada à série de quadrinhos em 1964, como uma celebração de seu quinto aniversário. 

## História
Jucika, que foi apresentada em 1957,  foi um fenômeno cult na Hungria nas décadas de 1950 e 1960, uma figura particularmente popular entre seu cartunista e os jornais que a publicaram. Caso não fosse incluído em uma das edições de Lúdas Matyi, a editora receberia cartas de reclamação sobre ele. Jucika fez aparições fora dos quadrinhos, como em calendários de cartões publicados pela Budaprint. Em 1964, ela foi interpretada pela atriz Gabi Magda em um programa de variedades de TV e também apareceu animada para promover uma empresa de roupas em um comercial de TV.  
Como parte do Ludas Matyi, a história em quadrinhos foi publicada em cores, e a ocasião foi capturada por uma série especial de fotos, nas quais Jucika apresenta suas qualidades diante dos mascotes do jornal, Matyi e seu ganso.  A partir daí, a popularidade do personagem e de seu criador continuou crescendo, Jucika apareceu diversas vezes na primeira página do Ludas Matyi. Centenas de histórias em quadrinhos foram publicadas na revista. Os leitores receberam a última aventura autografada de Jucika em 10 de setembro de 1970, que mostrava Jucika trabalhando como comissária de bordo. Pál Pusztai, então com 51 anos, morreu um dia depois, de insuficiência cardíaca súbita durante uma viagem a Dubrovnik.  A última série de imagens de Jucika, "Jucika e o mercado de melões" (Jucika és a dinnyevásár), encontrada no local de trabalho de Pusztai, foi publicada na edição de Lúdas Matyi de 3 de dezembro de 1970, junto com alguns outros desenhos do artista. Os desenhos não eram assinados. 
Embora durante a vida de Pusztai o Jucika fosse pouco conhecido fora da Hungria, ele cresceu em outras culturas nos últimos anos. Na década de 2010, Jucika teve um ressurgimento de popularidade em sites de mídia social como Twitter e Tumblr, onde as pessoas começaram a compartilhar seus quadrinhos e a mostrar apreço pelo tema e pela natureza da série.  Comunidades girando em torno de Jucika foram formadas, e eles fizeram fan art da série, ou postaram os quadrinhos para as pessoas verem e se lembrarem.  Em novembro de 2019, um booru público foi formado em torno de Jucika, com imagens do personagem feitas por fãs pela comunidade.  
De 19 de junho de 2018 a 4 de novembro de 2018, uma exposição de museu intitulada "O que Jucika comprou?" (Mit vásárolt Jucika?) foi inaugurado no Museu Húngaro de Comércio e Turismo  (Magyar Kereskedelmi és Vendéglátóipari Múzeum), que mostrou a história dos anúncios direcionados às mulheres durante a era socialista da Hungria. Ela ilustrou a dinâmica da indústria da publicidade, juntamente com a forma como os papéis de gênero das mulheres mudaram ao longo dos anos, com Jucika sendo usada como uma caricatura da mulher moderna da época. A exposição continha loops de vídeo de anúncios húngaros clássicos, juntamente com um fundo de áudio de jingles clássicos. Foi a parte final de uma trilogia de exposições, a primeira, "Tournures and Hooped Petticoats"  (Fardagály és kámvás rokolya) realizada de 2010 a 2011 e a seguinte, "Beauty and Advertising" (A szépség és a reklám ) realizada em 2014.  